# Neottianthe ovata
Neottianthe ovata là một loài thực vật có hoa trong họ Lan. Loài này được K.Y.Lang mô tả khoa học đầu tiên năm 1997.